# Siamion Szarecki
Siamion Hieorhijewicz Szarecki (biał. Сямён Георгіевіч Шарэцкі, ros. Семён Георгиевич Шарецкий, Siemion Gieorgijewicz Szariecki; ur. 23 września 1936 w Ławryszewie) – białoruski polityk, w 1996 przewodniczący Rady Najwyższej Republiki Białorusi XIII kadencji; zgodnie z konstytucją Białorusi z 1994 roku, po wygaśnięciu kadencji Alaksandra Łukaszenki 20 lipca 1999 roku, jako przewodniczący parlamentu wykonywał obowiązki prezydenta Białorusi; od 2001 roku mieszka w Stanach Zjednoczonych; doktor nauk ekonomicznych (odpowiednik polskiego stopnia doktora habilitowanego), profesor.

## Życiorys

### Młodość i praca
Urodził się 23 września 1936 roku we wsi Ławryszewo, w województwie nowogródzkim II Rzeczypospolitej. W 1959 roku ukończył Białoruską Państwową Akademię Gospodarstwa Wiejskiego, w 1970 roku – Mińską Wyższą Szkołę Partyjną. W 1984 roku uzyskał stopień doktora nauk ekonomicznych (odpowiednik polskiego stopnia doktora habilitowanego). W 1989 roku zdobył tytuł profesora. W 1996 roku został akademikiem Akademii Nauk Rolniczych Republiki Białorusi. Jest członkiem korespondentem Rosyjskiej Akademii Rolniczej, akademikiem Ukraińskiej Akademii Nauk Rolniczych i Międzynarodowej Akademii Procesów i Technologii Informacyjnych.
Od 1959 roku pracował jako zastępca przewodniczącego, a od 1963 roku – przewodniczący kołchozu „Zwiezda”. W latach 1970–1976 był starszym wykładowcą w Wyższej Szkole Partyjnej. Od 1976 roku pełnił funkcję kierownika Katedry Ekonomiki i Organizacji Produkcji Rolnej na tej uczelni. W latach 1984–1993 pracował jako przewodniczący kołchozu „Czyrwony Sciah” w rejonie wołożyńskim. W latach 1993–1994 był doradcą premiera Białorusi Wiaczasłaua Kiebicza. W 1994 roku założył i objął funkcję przewodniczącego Białoruskiej Partii Agrarnej (według innego źródła w latach 1992–1998 był współprzewodniczącym Zjednoczonej Agrarno-Demokratycznej Partii Białorusi, od 1994 roku pod nazwą Partia Agrarna).

### Działalność parlamentarna i późniejsza
W drugiej turze wyborów parlamentarnych 28 maja 1995 roku został wybrany na deputowanego do Rady Najwyższej Republiki Białorusi XIII kadencji z Nowogródzkiego Wiejskiego Okręgu Wyborczego Nr 138. 9 stycznia 1996 roku został zaprzysiężony na deputowanego. W tym samym miesiącu wybrano go na przewodniczącego Rady Najwyższej. 1 kwietnia został przewodniczącym stałej delegacji Rady do Zgromadzenia Parlamentarnego OBWE, 21 czerwca – przewodniczącym delegacji Rady do Zgromadzenia Parlamentarnego Stowarzyszenia Białorusi i Rosji.
27 listopada 1996 roku, po dokonanej przez prezydenta Alaksandra Łukaszenkę kontrowersyjnej i częściowo nieuznanej międzynarodowo zmianie konstytucji, nie wszedł w skład utworzonej przez niego Izby Reprezentantów Zgromadzenia Narodowego Republiki Białorusi I kadencji. Uznał prezydencką reformę konstytucyjną za bezprawną i, pozostając wierny konstytucji z 1994 roku, kontynuował wraz z częścią deputowanych pracę Rady Najwyższej. Również Zgromadzenie Parlamentarne OBWE (ZP OBWE) uznawało nadal Radę Najwyższą za legalny parlament Białorusi. Co najmniej do września 2000 roku Siamion Szarecki wraz z trzema innymi deputowanymi Rady: Wiktarem Chomiczem, Anatolem Labiedźką i Uładzimirem Nisciukiem – posiadał status członka ZP OBWE i uznawany był przez ten organ za część stałej delegacji Białorusi. Budziło to niezadowolenie i protesty m.in. ze strony przedstawicieli władz Rosji, jednak status Szareckiego został dwukrotnie potwierdzony przez ZP OBWE – w styczniu 1997 i lipcu 1998 roku. W latach 1998–1999 kilkakrotnie odwiedzał on polski parlament, gdzie przyjmowany był jako przewodniczący jedynego legalnego parlamentu Białorusi. Spotkał się m.in. z marszałek Senatu Alicją Grześkowiak i wicemarszałkiem Senatu Andrzejem Chronowskim. W 1999 opuścił stanowisko przewodniczącego Białoruskiej Partii Agrarnej. 21 lipca 1999 roku, po zakończeniu zgodnie z konstytucją z 1994 roku kadencji prezydenta Łukaszenki, Szarecki został mianowany przez deputowanych pozostających w Radzie Najwyższej pełniącym obowiązki prezydenta Republiki Białorusi. Pod koniec lipca opuścił kraj i zamieszkał w Wilnie, gdzie był przyjmowany jako szef prawomocnej władzy Białorusi, miał m.in. przydzieloną ochronę państwową. Zgodnie z Konstytucją Białorusi z 1994 roku jego mandat deputowanego do Rady Najwyższej zakończył się 9 stycznia 2000 roku; kolejne wybory do tego organu jednak nigdy się nie odbyły.
W lipcu 2001 roku wyemigrował do Stanów Zjednoczonych, gdzie otrzymał azyl polityczny. Mieszka w mieście Livermore w stanie Kalifornia. Śledzi wydarzenia polityczne na Białorusi, co miesiąc uczestniczy w spotkaniach koła pracowników naukowych w San Francisco. Publikuje artykuły na temat Białorusi w prasie kalifornijskiej i innej. Pracuje nad książką – pracą naukową pt. Prizraki i riealii kommunizma. Nie planuje powrotu na Białoruś, uzasadniając to obawą przez represjami politycznymi ze strony władz:

Czy ja mogę wrócić do tego kraju, jeśli w czasie, gdy chowano moją matkę, na granicy stały samochody i pilnowały, przyjadę czy nie?…

## Życie prywatne
Siamion Szarecki jest żonaty. Ma dwóch synów, z których jeden ukończył studia na uniwersytecie w Stanach Zjednoczonych, oraz pięcioro wnucząt. Jest prawosławny. W 1995 roku mieszkał w Mińsku.

## Prace
- Trahiedyja Biełarusi. Abo szto takoje sapraudny łukaszyzm. Mińsk: 1998. (biał.). Brak numerów stron w książce;
- Nasz biełaruski dom. Mińsk: 1999. (biał.). Brak numerów stron w książce;
- Jaszcze raz ab nacyjanalnaj idei biełaruskaha naroda. Wilno. (biał.). Brak numerów stron w książce;
- Abaronim nasz dom – Biełaruś. Wilno: 2000. (biał.). Brak numerów stron w książce;
- Ich losy zwiazany z Wilniaj. Wilno: 2002. (biał.). Brak numerów stron w książce